# Ринковий провулок (Київ)
Ри́нковий прову́лок — провулок у Шевченківському районі міста Києва, місцевості Арештантські городи, Євбаз. Пролягає від Берестейського проспекту до тупика (фактично до Жилянської вулиці).

## Історія
Початково провулок проходив від Бібіковського бульвару (пізніше бульвар Тараса Шевченка, з 1985 частина проспекту Перемоги) до річки Либідь.
Провулок виник 1908 року під назвою Драгомировський (на честь київського генерал-губернатора М. І. Драгомирова), у довідниках «Весь Київ» під назвою Драгомирівська вулиця вперше згадана 1912 року, з 1928 року — вулиця Боженка, на честь радянського військового діяча, революціонера Василя Боженка. З 1931 року — вулиця Котовського,  на честь радянського військовика, начдива Григорія Котовського. Під  час окупації 1941–1943 роках мала назву вулиця Конисського, на честь українського письменника Олександра Кониського, з 1944 року —  провулок Котовського.
Назву Риночний провулок отримав 1963 року (прямував до Нового ринку, що був розташований поблизу р. Либідь).
Провулок офіційно ліквідований у 1978 році у зв'язку з частковою зміною забудови та переплануванням місцевості.
Однак було ліквідовано і забудовано лише заключну частину провулку, частина ж між Берестейським проспектом і Жилянською вулицею продовжує існувати й дотепер у вигляді наскрізного проїзду. У 2010-x роках провулок знову з'явився в офіційних документах міста: його було включено до офіційного довідника «Вулиці міста Києва» та містобудівного кадастру.

## Забудова
Вздовж провулку знаходиться один будинок, на якому й дотепер існує адресна табличка з написом «Рыночный переулок, 4» (укр. Ринковий провулок, 4; сучасна адреса — пр-т Берестейський, 7-б). Непарну сторону провулку формують промислові й офісні споруди.

## Зображення

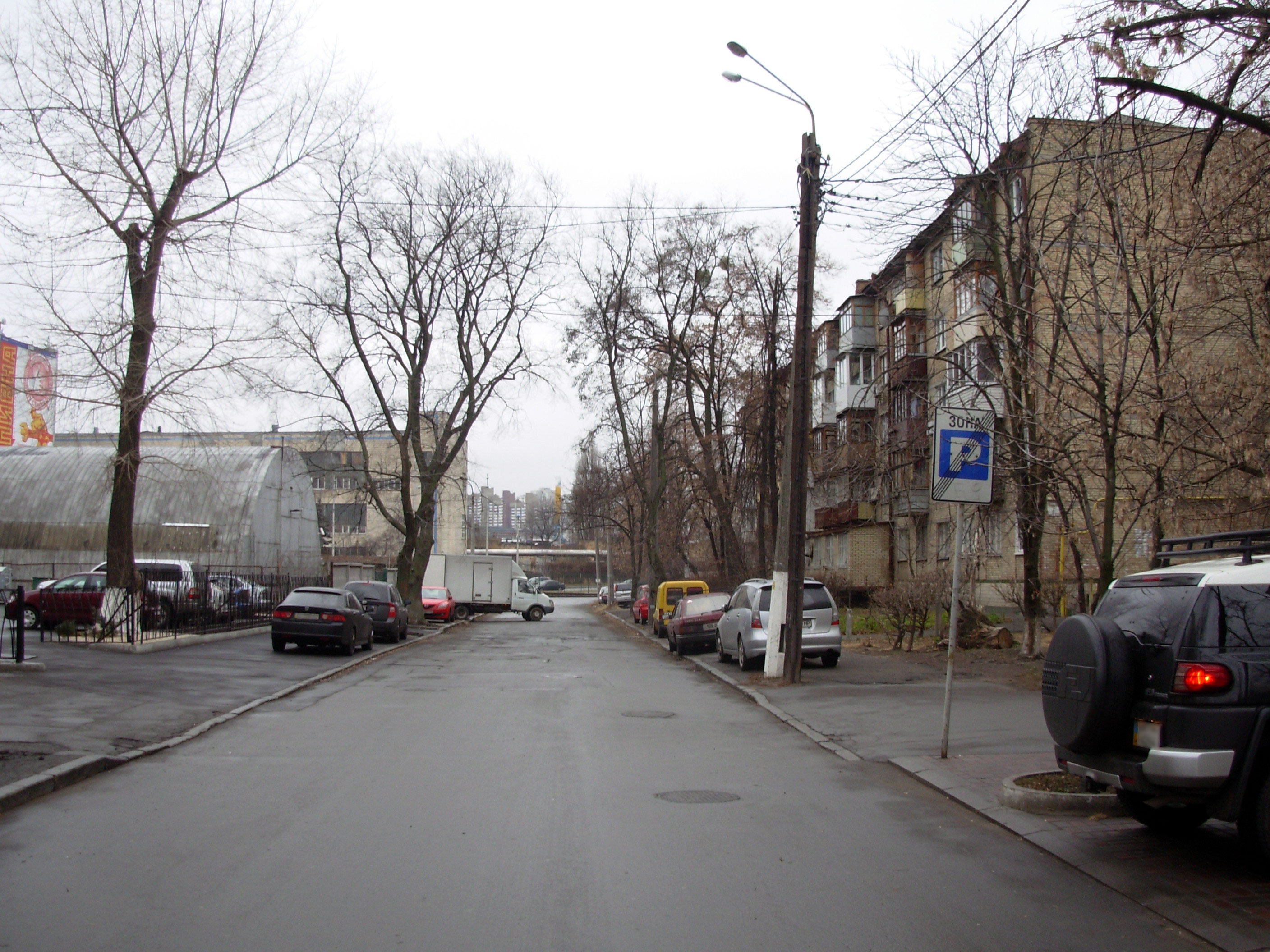
Вигляд у бік Жилянської вулиці
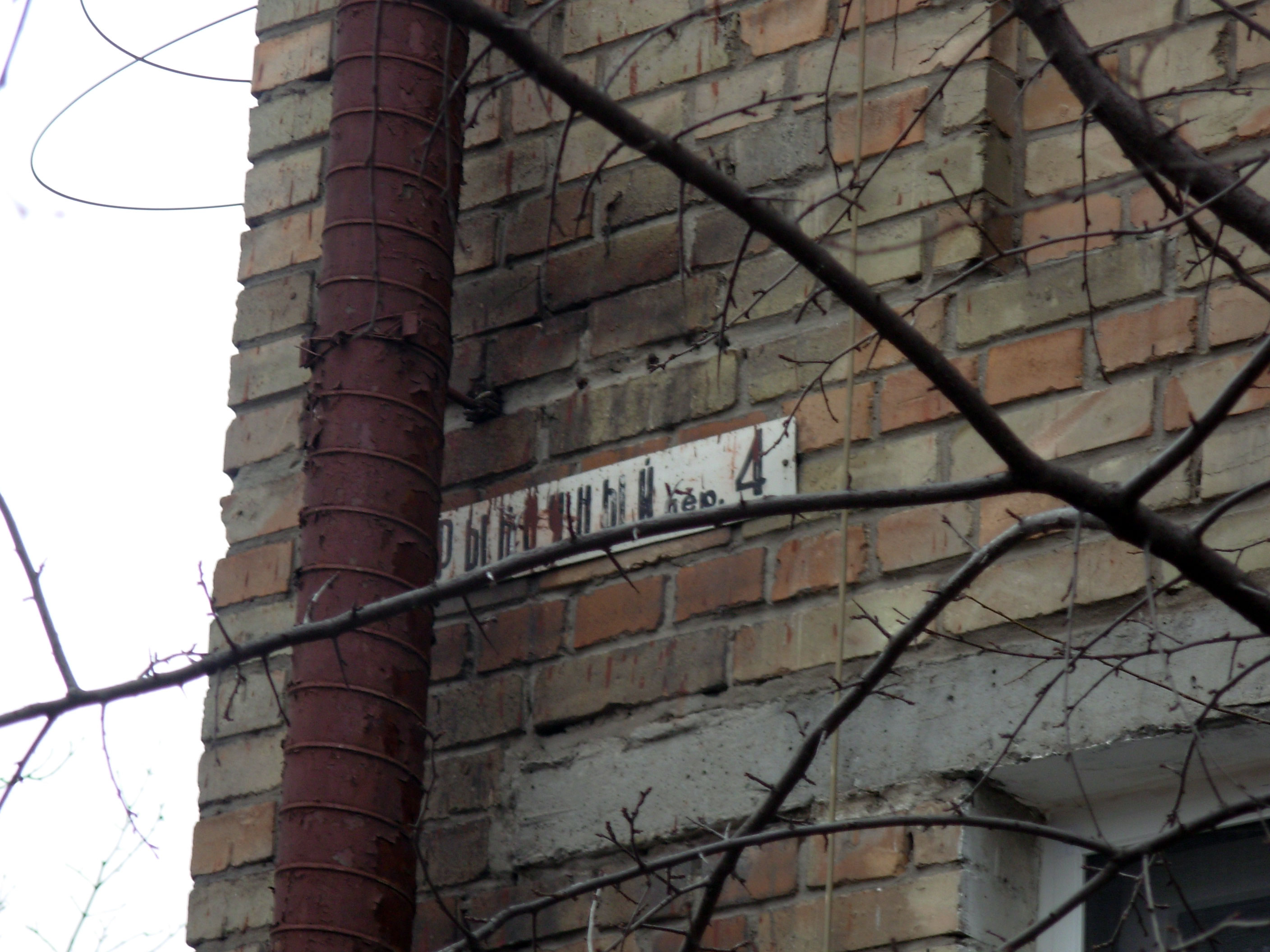
Табличка «Рыночный переулок, 4»